# Federação Internacional de Kendo

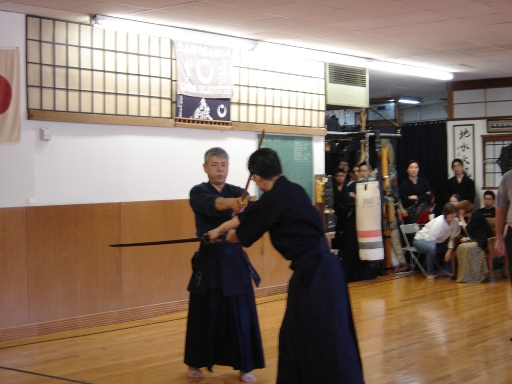
As formas do foram finalizadas em 1933 com base no Dai nihon Teikoku Kendo Kata, composto em 1912.

A Federação Internacional de Kendo (FIK) fundada em 1970, é uma federação internacional de associações nacionais e regionais de kendo.
A FIK é uma organização não governamental e tem como objetivo promover e popularizar o kendo, o iaido e o jōdō. Dezessete federações nacionais ou regionais foram as filiadas fundadoras, logo o número de países filiados aumentou ao longo dos anos atualmente o número de países passa de 60.
A FIK foi aceita como membro da Associação Global de Federações Esportivas Internacionais (GAISF) em abril de 2006 e, portanto, reconhecida como a principal federação mundial de kendo. Como consequência, a sigla anterior de IKF foi alterada para FIK.

## Federações Filiadas

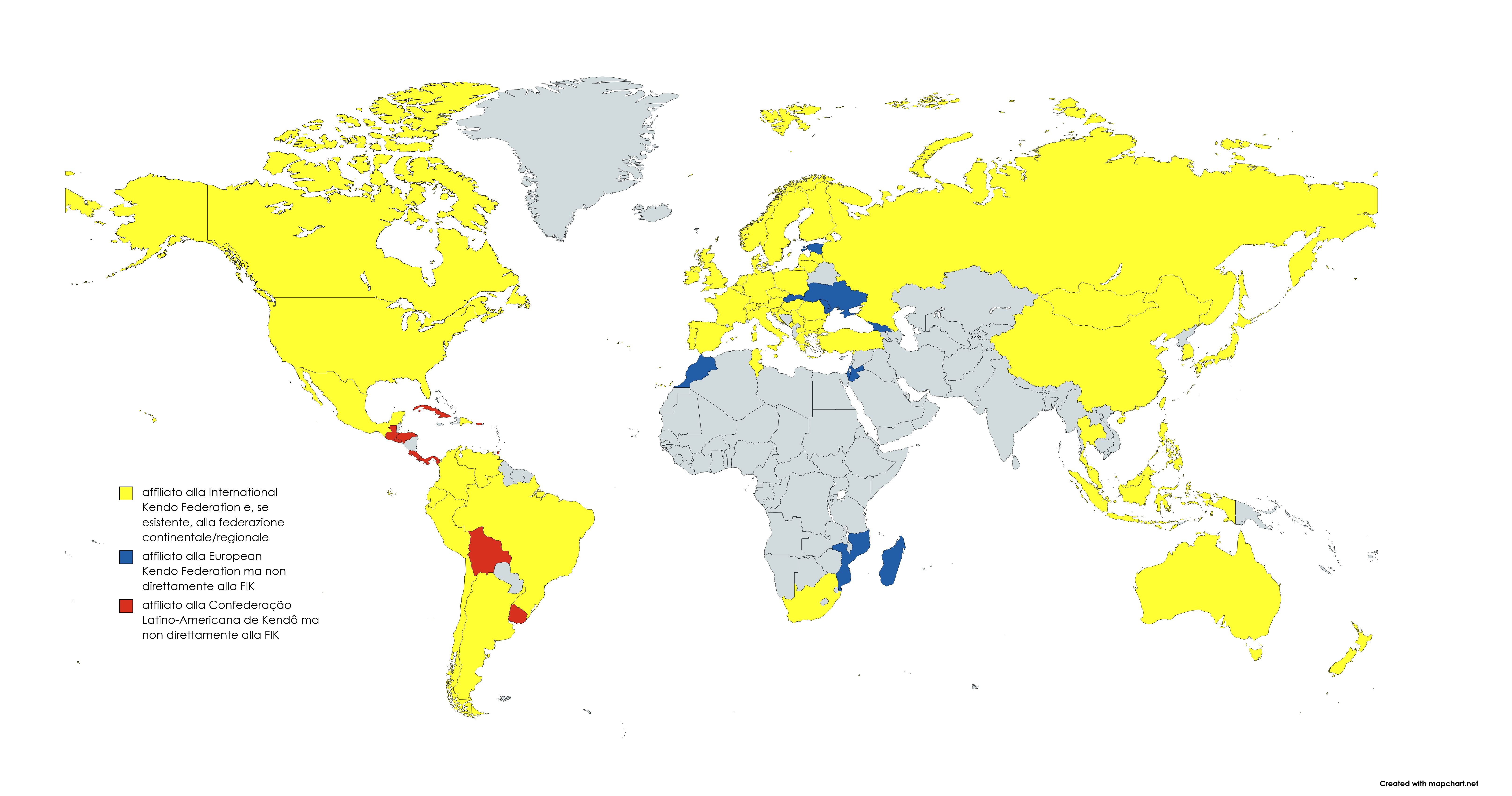
Mapa de países filiados à FIK

### Zona Asiática
- Austrália: Australian Kendo Renmei (AKR)[6]
- China: Chinese Kendo Network (中国剑道网)[7]
- Coreia do Sul: Korea Kumdo Association (대한검도회) (KKA)[8]
- Filipinas: United Kendo Federation of the Philippines[9]
- Japão: All Japan Kendo Federation (全日本剣道連盟, Zen Nihon Kendō Renmei) (AJKF / ZNKR) [10]
- Hong Kong: The Kendo Association of Hong Kong, China (中國香港劍道協會)[11]
- Indonésia: Indonesian Kendo Association[12]
- Macau: Macau SAR Kendo Associations Union (澳門特區劍道連盟)[13] (affiliated under special status)
- Malásia: Malaysia Kendo Association (MKA)[14]
- Mongólia: Mongolian Kendo Federation (MKF)
- Nova Zelândia: New Zealand Kendo Federation (NZKF)[15]
- Singapura: Singapore Kendo Club[16]
- Taiwan /  Taipé Chinesa: Republic of China Kendo Federation (中華民國劍道協會)[17]
- Tailândia: Thailand Kendo Club[18]

### Zona Americana
- : afiliado à Confederação Latino-Americana de Kendô, mas não diretamente à FIK
- Canadá: Canadian Kendo Federation (CKF)[19]
- Confederação Latino-Americana de Kendô (CLAK / LAKC):[20]
  -  Argentina: Federacion Argentina de Kendo (FAK)[21]
  -  Aruba: Kendo Aruba/Bun Bu Itchi (filiado sob status especial)
  -  Bolívia: Association Boliviana de Kendo (ABK) *
  -  Brasil: Confederação Brasileira de Kendo (CBK)[22]
  -  Chile: Chilean Kendo Federation
  -  Colômbia: Asociacion Colombiana de Kendo[23]
  -  Costa Rica: Asociación de Kendo Daigo Tsuji de Costa Rica *
  -  Cuba: Asociación Cubana de Kendo e Iaido (ACKI)[20] *
  -  Equador: Asociacion Ecuatoriana de Kendo[24]
  -  El Salvador: Federación Salvadoreña de Kendo e Iaido *
  -  Guatemala: Asociación de Kendo de Guatemala *
  -  Honduras: Asociación de Kendo e Iaido de Honduras *
  -  México: Federación Mexicana de Kendo (FMK)[25]
  -  Panamá: All Panamá Kendo Dojo *
  -  Peru: Federacion Deportiva Nacional de Kendo del Peru[26]
  -  Porto Rico: Federación Puertorriqueña de Kendo e Iaido[27] *
  -  República Dominicana: Federation Dominicana de Kendo[28]
  -  Trinidad e Tobago: Kendo Federation of Trinidad & Tobago *
  -  Uruguai: Asociación Uruguaya de Kendo - Iaido (AUKI) *
  -  Venezuela: Federacion Venezolana de Kendo (FVK)
- Hawaii: Hawaii Kendo Federation (HKF)[29]
- Estados Unidos: All United States Kendo Federation (AUSKF)[30]

### Zona Europeia
- - : afiliado à Federação Europeia de Kendo, mas não diretamente à FIK
- European Kendo Federation (EKF):[31]
  -  Áustria: Austrian Kendo Association (AKA)[32]
  -  Bélgica: All Belgium Kendo Federation (ABKF)[33]
  -  Bulgária: Bulgarian Kendo Federation (BKF)[34]
  -  Croácia: Croatian Kendo Association (CKA)[35]
  -  Alemanha: Deutscher Kendo Bund e. V. (DKenB)[36]
  -  Dinamarca: Danish Kendo Federation (DKF)[37]
  -  Estónia: Estonian Kendo Federation (EsKF)[38] **
  -  Finlândia: Finnish Kendo Association (FKA)[39]
  -  França: FFJDA – Comité National de Kendo & DR (CNKDR)[40]
  -  Geórgia: Georgian National Kendo, Iaido and Jodo Federation (GNKF)[41] **
  -  Jordânia: Jordan Kendo Federation (JKF) **
  -  Grécia: Hellenic Kendo Iaido Naginata Federation (HKINF)[42]
  -  Irlanda: Kendo na hÉireann (KnhÉ)[43]
  -  Israel: Israel Kendo & Budo Federation (IKBF)[44] **
  -  Itália: Confederazione Italiana Kendo (CIK) [45]
  -  Letônia: Latvian Kendo Federation (LKF)[46]
  -  Lituânia: Lithuanian Kendo Association (LKA)[47]
  -  Luxemburgo: Fédération Luxembourgeoise des Arts Martiaux (FLAM)[48]
  -  Macedônia do Norte: Macedonian Kendo - Iaido Federation (MKIF)[49]
  -  Madagáscar: Federation Malagasy de Kendo (FMKDA) **
  -  Malta: Maltese Kendo Federation (MKF)[50]
  -  Marrocos: Fédération Royale Marocaine d’Aïkido, Iaido et Arts Martiaux (FRMAIAM)[51] **
  -  Moldávia: The Kendo Federation of the Republic of Moldova (MDA) **
  -  Montenegro: Montenegrin Kendo Federation (KSCG)[52]
  -  Moçambique: Ass. de Kendo e Iaido de Mocambique (AKIMO) **
  -  Noruega: Norges Kendo Komitee (NKK)[53]
  -  Países Baixos: Nederlandse Kendo Renmei (NKR)[54]
  -  Polónia: Polski Zwiazek Kendo (PZK)[55]
  -  Portugal: Associação Portuguesa de Kendo (APK)[56]
  -  Reino Unido: British Kendo Association (BKA)[57]
  -  Chéquia: Czech Kendo Federation (CKF)[58]
  -  Roménia: Asociatia Cluburilor de Kendo, Iaido si Jodo (ACKIJ)[59]
  -  Rússia: Russian Kendo Federation (RKF)[60]
  -  Sérvia: Serbian Kendo Federation (SKF)[61]
  -  Eslováquia: Slovak Kendo Federation (SKF)[62] **
  -  Eslovênia: Kendo Federation of Slovenia (KFSLO)[63]
  -  Espanha: Real Federación Española de Judo y Deportes Asociados (RFEJYDA)[64]
  -  África do Sul: South African Kendo Federation (SAKF)[65]
  -  Suécia: Svenska Kendoförbundet (SB&K)[66]
  -  Suíça : Swiss Kendo + Iaido SJV / FSJ (SKI)[67]
  -  Tunísia: Association Sportive de Kendo (ASK)
  -  Turquia: Turkish Kendo Association (TKC)[68]
  -  Ucrânia: Ukraine Kendo Federation (UKF)[69] **
  -  Hungria: Hungarian Kendo, Iaido and Jodo Federation (HKF)[70]

## Campeonato Mundial de Kendo
A FIK realiza Campeonatos Mundiais de Kendo a cada três anos desde que a FIK foi criada em 1970. A competição internacional é disputada por representantes individuais e de equipes das nações afiliadas à FIK.

## Antidopagem
Como membro do SportAccord, a Federação Internacional de Kendo apoia a gestão de programas antidoping. Estes programas antidopagem estão em total conformidade com o Código Mundial Antidopagem .